# Джованні Паоло Маджині
Джованні Паоло Маджині (італ. Giovanni Paolo Maggini; 25 серпня 1580, Боттічіні, провінція Брешія — 1632, Брешія) — італійський скрипковий майстер.
В 1598—1604 роках вчився у Гаспаро та Сало, і ранні інструменти Маджіні, як вважається, майже не відрізняються від робіт його наставника. Надалі значно розвинув свою майстерність, орієнтуючись на досягнення майстрів з Кремони. Інструменти його роботи відрізняються м'яким звуком, схожим на альт, і високо цінуються; вироби Маджіні вважаються вершиною розвитку Брешианської школи скрипкових майстрів.
Помер ймовірно під час епідемії чуми.
Його син, П'єтро Санто Маджіні, також виготовляв чудові скрипки, альти та баси.